# Bočac (fortaleza)
Bočac fue una fortaleza medieval bosnia ubicada en la orilla izquierda del río Vrbas, a medio camino entre Bania Luka y Jajce. Sus murales aún existen hoy sobre el embalse de la Central Hidroeléctrica Bočac y debajo del asentamiento del mismo nombre (Bočac). Fue una de las varias estructuras defensivas estratégicas en el valle del Vrbas, junto con Bania Luka (actual Vrbaški Grad), Zvečaj, Greben, Bočac y la antigua ciudad de Jajce.
Durante la ocupación otomana, la fortaleza fue reforzada y bien mantenida, por lo que sus poderosas murallas y torres que rodean el espacioso patio han permanecido relativamente bien conservadas hasta la actualidad.

## Historia
El primer estudio sobre las murallas de Bočac fue realizado por el Dr. Ćiro Truhelka en su obra Kraljevski grad Jajce (págs. 71-72). En los documentos escritos, la fortaleza se menciona por primera vez en 1494 y en 1516 cayó bajo la ocupación otomana. Los turcos la fortificaron aún más y establecieron una guarnición. A partir de una descripción anónima de Bosnia, el historiador Hamdija Kreševljaković concluyó que Bočac era una fortaleza robusta para su época, aunque tenía pocos cañones.
La fortaleza medieval de Bočac fue abandonada poco antes de 1833, es decir, 45 años antes de la ocupación austrohúngara. No se menciona en el censo de 1838. Según Kreševljaković, el escritor Jukić encontró evidencia de que alrededor de 1850 había dos cañones en Bočac, pero ya había sido abandonada antes de 1833, pues en el censo se registró como deshabitada.
El primer dizdar (comandante de la fortaleza) conocido fue Smailaga, hijo de Muhamed, quien ocupó el cargo desde mediados de mayo de 1617 hasta después de marzo de 1626. Antes de mayo de 1617, en el pueblo de Triskovina (posiblemente su pueblo natal), construyó una mezquita, una escuela islámica (mekteb) y una casa de oración sufí (tekija), dotándolas con una fundación de treinta mil akçes en efectivo, además de su propiedad privada y dos Chiflik (haciendas agrícolas): Ponir y Ponikve, en el mismo pueblo. Estas propiedades financiaban el mantenimiento de estos bienes, y más tarde se abrió en la zona el pueblo de Agići, que hoy es una comunidad local. En tiempos de Kreševljaković, los descendientes del fundador, de apellido Smailagić, aún vivían allí.
Ambos çiftliks fueron convertidos en bienes privados mediante un decreto (berat) en el mes de Rayab del año 1035 de la Hégira (1626). Según el documento fundacional de mayo de 1617, cerca de Bočac existía un pequeño poblado (varoš). Se cree que la fecha de esta acción no fue casual, ya que, según la fe islámica, el mes de Rayab tiene un significado especial.

Se transmite que el Mensajero de Dios (sava) dijo: "El mes de Rayab es un gran mes de Dios, y ningún otro mes puede igualarlo en virtud y respeto. Está prohibido librar guerras contra los no creyentes en este mes. Rayab es el mes del Altísimo Alá, Sha'bán es mi mes, y Ramadán es el mes de mi Umma. Quien ayune un solo día en el mes de Rayab obtendrá la gran complacencia de Dios, se alejará de su ira y se le cerrarán las puertas del infierno..."

Smailaga tuvo un hijo llamado Alija. En 1704, el dizdar era Mehmedaga, hijo de Alija; en 1793, Mustajaga adquirió el cargo, y en 1815, otro Mehmedaga.

## Monumento Nacional
En 2005, la Comisión para la Preservación de Monumentos Nacionales de Bosnia y Herzegovina declaró la fortaleza de Bočac como Monumento Nacional de Bosnia y Herzegovina.